# Juliana von Stockhausen

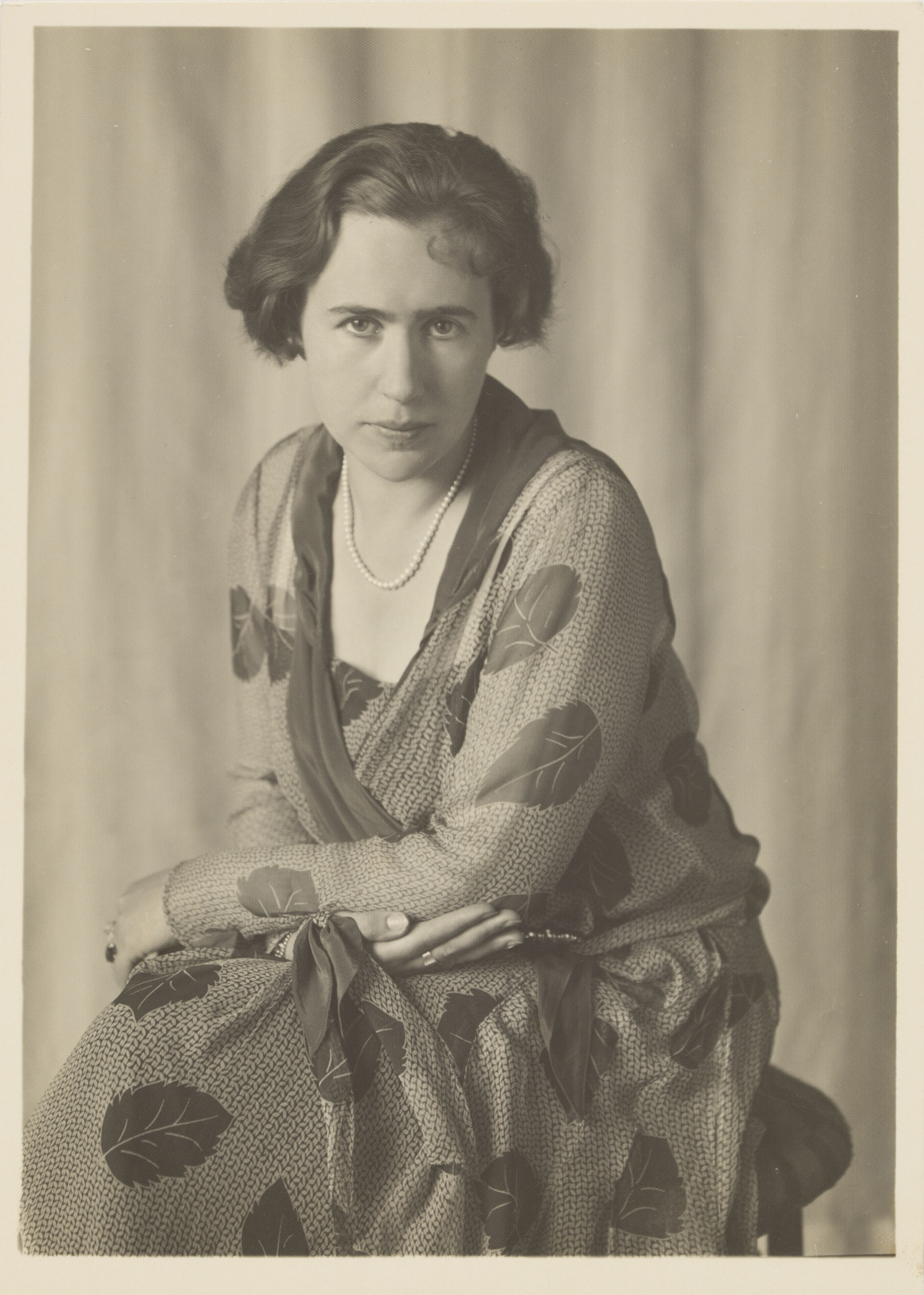
Juliana von Stockhausen (undatierte Aufnahme von Philipp Kester)

Juliana von Stockhausen (auch: Juliane von Stockhausen, Ehename: Juliana Gräfin von Gatterburg, * 21. Dezember 1899 in Lahr, Großherzogtum Baden; † 28. April 1998 in Ingelheim am Rhein) war eine deutsche Schriftstellerin.

## Leben
Juliana von Stockhausen war die älteste Tochter des Oberstleutnants Anton von Stockhausen und der Olga Rüdt von Collenberg, Erbin von Gut Eberstadt. Sie besuchte eine höhere Mädchenschule. 1924 heiratete sie Ferdinand Graf von Gatterburg. Das Ehepaar lebte in Mauer bei Wien, auf Schloss Eberstadt im Odenwald sowie später in Ingelheim.
Juliana von Stockhausen war Verfasserin von erfolgreichen Romanen, Erzählungen und Hörspielen. Ihre erzählerischen Werke, die vom Katholizismus der Autorin geprägt und häufig in der Welt des Adels angesiedelt sind, behandeln meist historische Themen, so z. B. die Geschichte des frühen Japanforschers Philipp Franz von Siebold in den beiden Bänden Der Mann in der Mondsichel und Die abenteuerlichen Reisen des Philipp Franz von Siebold.
Juliana von Stockhausen wurde 1960 mit dem Bundesverdienstkreuz 1. Klasse und 1985 mit der Verdienstmedaille des Landes Baden-Württemberg ausgezeichnet.
Nach ihr ist in Buchen (Odenwald) die Juliana-von-Stockhausen-Straße benannt.

## Werke
- Das große Leuchten, Kempten [u. a.] 1918
- Brennendes Land, Kempten [u. a.] 1920
- Die Lichterstadt, Kempten 1921
- Die Soldaten der Kaiserin, Kempten 1924
- Drei tolle Geschichten, München 1925
- Episoden aus dem Bauernkriege, Moskva 1926
- Greif, München
  - 1. Der Reiter, 1927
  - 2. Das wahre Deutschland, 1928
- Vom nordischen Geiste, München 1930
- Meister Albert und der Ritter, München 1932
- Eine Stunde vor Tag, Leipzig 1933
- Paul und Nanna, Leipzig 1935
- Maria und der Maler, München 1936
- Die güldene Kette, Leipzig 1938
- Schicksal am Meer, Reutlingen 1939
- Die Nacht von Wimpfen, Straßburg 1941
- Im Zauberwald, Leipzig 1943
- Im Schatten der Hofburg, Heidelberg 1952
- Unser Herz entscheidet, Heidelberg 1952
- Geliebte Nanina, Wiesbaden 1954
- Die Ohrringe, Hannover 1954
- Bitteres Glück, Hannover 1955
- Wilder Lorbeer, Stuttgart 1964
- Lady Fritze, Stuttgart 1967
- Der Mann in der Mondsichel, Stuttgart 1970
- Gerichte garniert mit Geschichten, Stuttgart 1971
- Die abenteuerlichen Reisen des Philipp Franz von Siebold, Stuttgart 1975
- Auf Immerwiedersehen, Stuttgart 1977